# Bábi Zlopočasná
Bábi Zlopočasná, celým jménem Esmeralda „Esme“ Zlopočasná, je postava z fantasy série Zeměplocha Terryho Pratchetta. Je čarodějka, členka Lancreského společenství čarodějnic, praktická psycholožka a všudybylka-radilka. Obléká se pouze do černého oblečení, na hlavě jí sedí vysoký, špičatý klobouk, jenž je symbolem každé čarodějky. Je hubená a nepříliš vysoká, ale díky své autoritě a síle osobnosti se zdá vyšší. Váží asi 57 kg.

## Role
Ve společenství čarodějek je Bábi „tou třetí“ (podle tradice čarodějky vždy tvoří trojici, „neboť ve dvou si lezou navzájem na nervy, kdežto ve třech lezou na nervy zbytku světa, což je mnohem zábavnější“ – Stařenka Oggová); členky této trojice musí splňovat jeden z ženských typů: Panna, Matka a Stařena, protože však na Bábi pasuje právě ta Stařena, používá se v její přítomnosti opatrnějšího výrazu „ta třetí“), přestože má potíž dosáhnout klasického zjevu Stařeny (stále má vlastní zuby, nemá žádnou bradavici a její kůže je perfektní).

## Magické schopnosti
Jako čarodějka je velmi silná. Dokonce začíná být i silnější než Černá Alissa, která se kdysi zapletla s černou magií a skončila v peci, když hloupě sedla na lopatu dvěma dětem. Bábi Zlopočasná se řadí k dobrým čarodějkám. Alespoň prozatím. Jako stoupenkyně tzv. hlavologie používá magii co nejméně. Její filozofií je, že lidem se nemá dávat to, co chtějí, ale to, co skutečně potřebují. Specialitou Bábi Zlopočasné je kouzlo Zapůjčení, pomocí kterého se dokáže vcítit do mysli zvířete či rostliny a ovládnout je. Vrcholné zapůjčení předvedla se včelami, když porazila elfí královnu. Pro jistotu při zapůjčení drží v rukou cedulku s nápisem JÁ NEJSEM MRTVÁ.
Přestože se Bábi nevěnuje výchově nových čarodějek, několika z nich poskytla čas od času nějakou tu radu – Eskaríně Kovářové, Magrátě Česnekové, Anežce Nulíčkové a Toničce Bolavé.

## Povaha
Povahově Bábi Zlopočasná rozhodně není příjemným stvořením. Před tím, aby byla oblíbená, dává přednost tomu být respektovaná. Nic ji tolik neuspokojí, jako když může být proti. Zatímco ke Stařence Oggové, její společnici, chodí lidé, když něco potřebují, k Bábi Zlopočasné chodí, když jim nic jiného nezbývá. Jenom umírňující vliv Stařenky Oggové dělá z Bábi snesitelnou čarodějku. Bábi dělá to, co dělat musí a Stařenka za ni ošetřuje raněné. Bábi nemá ráda halasnou a na odiv stavěnou magii a Silvera, kocoura Stařenky Oggové.
Typické rčení: „Tak s něčím takovým rozhodně nemohu souhlasit.“

## Obrazy z jejího života
Připomenutí jejího mládí nalezneme v knize Dámy a pánové.
Jako dívka, která utíká před svým mládencem ke kamenům, které střeží svět elfů, je Esme popsána jako osobnost s pronikavým pohledem očí, které lze nalézt u lidí, kteří se považují za chytřejší, než ostatní, ale zatím nepřišli na to, že jsou nejchytřejší. Nelze ji považovat za půvabnou. Na dotaz, co si přeje, odpovídá, že NIC. Chlapec, před kterým utíkala, byl Vzoromil Výsměšek, který se později stal arcikancléřem Neviditelné univerzity.
Vzoromil Výsměšek nebyl jediný arcikancléř Neviditelné univerzity, který byl Bábi Zlopočasnou okouzlen. I arcikancléř Ostroúhel po velkém dobrodružství při hledání Eskarininy hole v knize Čaroprávnost Bábi nabídl, aby přijala křeslo ve sboru, protože mágové zamýšlí zřídit experimentální dívčí ročník. Nabídka byla zakončena pozváním na večeři.
Bábi Zlopočasná, dle svého vyjádření, není marnivá. Velmi výjimečně černou barvu oblečení nahrazuje jinou. V povídce Moře a malé rybky se objevila v sytě růžové. V knize Maškaráda s naprostou suverenitou vystupuje jako lady Esmeralda von Donnerwetter, která dokázala utratit tisíce tolarů za velkolepou toaletu a úpravu vzhledu. V knize Čaroprávnost dostávala od paní Vidlákové, hospodyně Neviditelné univerzity, odložené šatstvo a okouzlilo ji hedvábí a samet, i s červeným nádechem. Oblečení nosí v několika vrstvách a v cizím prostředí si ani v posteli nezouvá boty.
Bábi Zlopočásná nebyla předpojatá. I Stařenka Oggová byla šokovaná z toho, že jí nevadí bydlet v nevěstinci paní Dlaňové (Maškaráda), která byla její přítelkyně. Prohlásila, že, cit: „Než začneš někoho kritizovat, Gyto, pokus se ujít kilometr dva v jeho botách.“
Nesnáší jídelní experimenty, má ráda poctivé jídlo. Když si objedná chlebíček, nechce šizený obložený, ale sendvič s dvěma chleby.